# Zemětřesení a tsunami na Sulawesi 2018
Zemětřesení na ostrově Sulawesi v Indonésii se odehrálo večer 28. září 2018, zhruba 80 km severně od města Palu, kde žije přibližně 300 000 obyvatel. Dosáhlo síly 7,5 Mw a vyvolalo vysokou vlnu tsunami, která zasáhla okolní oblasti. Hlavnímu otřesu předcházelo zemětřesení o síle 6,1 Mw, jež si vyžádalo jednoho mrtvého. Dohromady po těchto otřesech zemřelo 1763 lidí, zhruba 2500 utrpělo zranění a přes 5000 se pohřešuje. Tisíce budov byly zničeny nebo poškozeny. Jedná se o nejsmrtelnější zemětřesení na světě od roku 2015, v Indonésii od roku 2006 a na ostrově Sulawesi v celé zaznamenané historii.

## Tsunami
Varování před vlnou tsunami bylo vyhlášeno ve městech Palu a Donggala, přičemž v Donggale se očekávala výška vlny kolem 0,5 až 3 metrů a v Palu méně než 0,5 metru. Překvapivě však měla tsunami v Palu výšku až 3 metry, zaplavila velkou část města a zemřely při ní stovky lidí. Nejvyšší vlna způsobená zemětřesením byla odhadnuta až na 15 m.